# Swammerdamella glochis
Swammerdamella glochis är en tvåvingeart som beskrevs av Cook 1978. Swammerdamella glochis ingår i släktet Swammerdamella och familjen dyngmyggor.
Artens utbredningsområde är El Salvador. Inga underarter finns listade i Catalogue of Life.